# Anaristjärnarna
Anaristjärnarna är varandra näraliggande sjöar i Åre kommun i Jämtland och ingår i Indalsälvens huvudavrinningsområde.
- Anaristjärnarna (Undersåkers socken, Jämtland, 699944-137583), sjö i Åre kommun, 63°04′55″N 13°21′02″Ö / 63.0819°N 13.3506°Ö (10,7 ha)
- Anaristjärnarna (Undersåkers socken, Jämtland, 699956-137633), sjö i Åre kommun, 63°05′05″N 13°21′25″Ö / 63.0847°N 13.3569°Ö